# Катунь (Бурятія)
Катунь (рос. Катунь) — село Баргузинського району, Бурятії Росії. Входить до складу Міського поселення Селище Усть-Баргузин.
Населення —  7 осіб (2015 рік). 